# Boriša Simanić
Boriša Simanić (en serbe : Бориша Симанић), né le 20 mars 1998, à Ljubovija, en Serbie, est un joueur serbe de basket-ball. Il évolue au poste d'ailier fort.

## Carrière
En avril 2019, Simanić annonce sa candidature à la draft 2019 de la NBA, puis à la draft 2020 mais n'est pas choisi.
En mars 2021, Simanić et l'Étoile rouge se séparent. Il rejoint le KK Mega Basket en avril.
Lors de la Coupe du monde 2023, il se blesse lors d'une rencontre contre le Soudan du Sud. Touché à un rein, celui-ci doit lui être retiré après deux interventions chirurgicales.

## Palmarès
- Champion de Serbie 2016
- Coupe de Serbie 2017, 2021
- Ligue adriatique 2016, 2017, 2019
- Finaliste à la Coupe du monde 2023